# Sudamericano U21 de Baloncesto
El Campeonato Sudamericano de Baloncesto Sub-21 es un campeonato de baloncesto organizado por la FIBA Américas en el que se enfrentan las selecciones nacionales de América del Sur menores de 21 años.

## Historia
El primer torneo tuvo lugar en el Estadio Delmi, de Salta, desde el 30 de julio hasta el 5 de agosto del 2018, donde participaron las selecciones Sub-21 de Argentina, Brasil, Chile, Paraguay, Perú y Uruguay.